# LST-353 (戦車揚陸艦)
座標: 北緯21度21分25.83秒 西経157度59分49.98秒 / 北緯21.3571750度 西経157.9972167度
LST-353 (USS LST-353) は、アメリカ海軍の戦車揚陸艦。LST-1級戦車揚陸艦の1隻。1944年5月21日に真珠湾海軍基地でウェストロック爆発事故により沈没した。

## 艦歴
LST-353は1942年7月15日にチャールストン海軍工廠で起工する。1942年10月12日にエステレ・ライネット・カッシュマン夫人によって進水し、1942年11月27日にL・E・レイノルズ・ジュニア予備役大尉の指揮下就役した。
就役後はソロモン諸島での作戦に従事し、以下の作戦に参加した。
- ソロモン諸島南部の強化（1943年6月）
- ニュージョージア島・レンドバ島・ヴァングヌ島占領（1943年7月）
- ベララベラ島占領（1943年8月）
- タロキナ岬の占領と防衛（1943年11月）

## 喪失
1944年5月21日、ハワイ真珠湾のウェストロックで停泊中に爆発事故を起こした。この事故でLST-353の他、戦車揚陸艦LST-39、LST-43、LST-69、LST-179、LST-480および戦車揚陸艇LCT-961、LCT-963、LCT-983が喪われた。この事故で163名の水兵が死亡し、396名が負傷した。
1944年7月18日に除籍される。
LST-353は第二次世界大戦の戦功で3個の従軍星章と1個の海軍殊勲部隊章を受章した。

## 参照
1. ↑  “West Loch Disaster”. 2014年8月29日閲覧。

- この記事はアメリカ合衆国政府の著作物であるDictionary of American Naval Fighting Shipsに由来する文章を含んでいます。
- “LST-353”. Dictionary of American Naval Fighting Ships. 2007年6月25日閲覧。
- “LST-353”. Amphibious Photo Archive. 2007年6月25日閲覧。